# Bardage (manutention)
Pour les articles homonymes, voir Bardage.

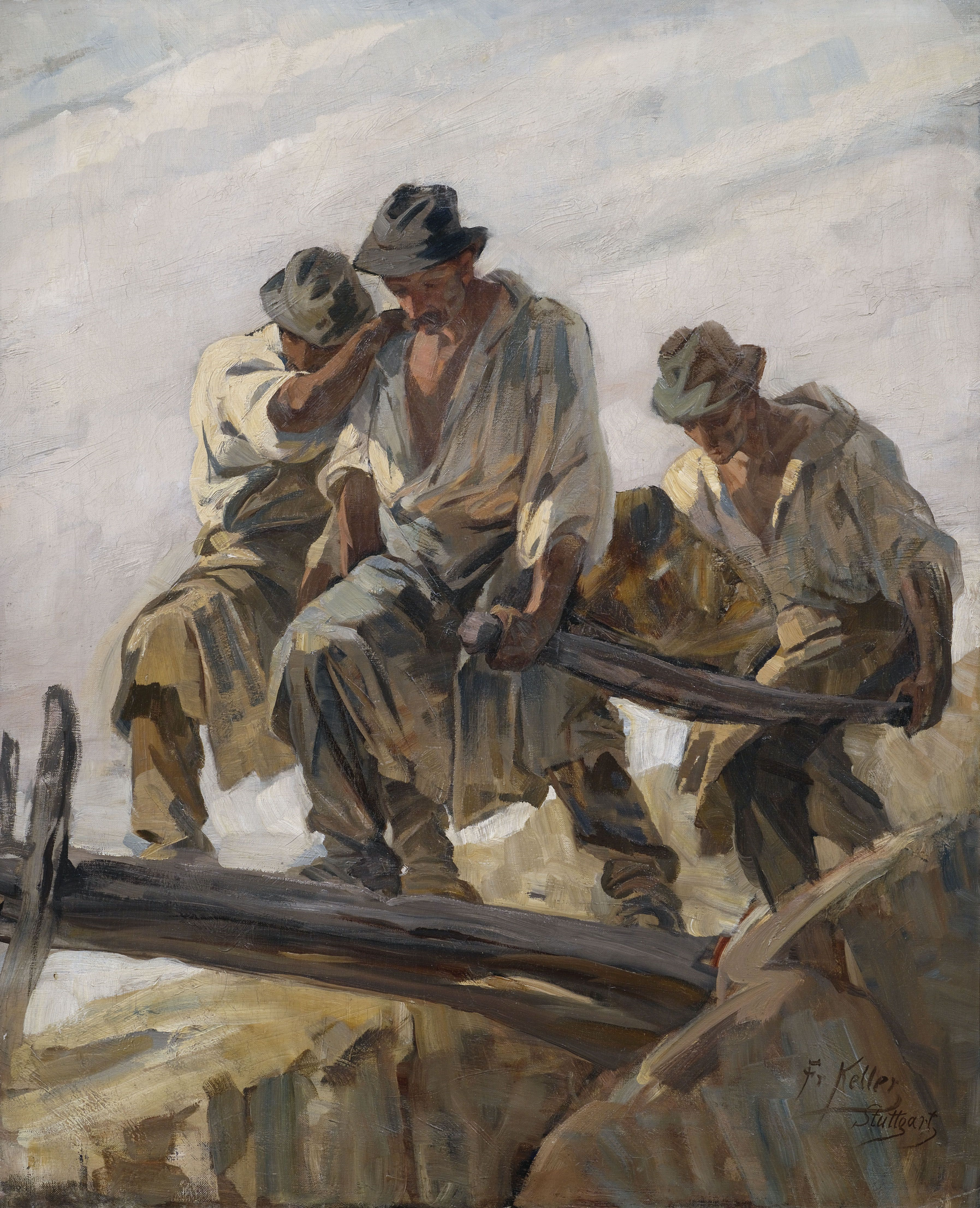
Friedrich von Keller (1840–1914)Steinbrucharbeiter, civière ou bar

Le bardage désigne le transport et la manutention des blocs de pierre dans les métiers de la pierre : carrier et tailleur de pierre. L'ouvrier spécialisé s'appelle le bardeur. 
Le bardage désigne également plus généralement le transport des matériaux lourds sur un chantier de construction.
À l'origine, le bardage est le portage ou traînage (des pierres, de charges diverses...) à l'aide d'un bard ou bar, sorte de civière en bois, qui pourrait venir du mot gaulois barro/bardo à l'origine du bas latin barra, ou bien du germanique boärd (anglais board), tous ces termes signifiant à l'origine une planche de bois. Il apparaît dans de nombreuses miniatures médiévales. Parfois, le bard était équipé d'élingues qui permettaient le levage des matériaux.

## Histoire

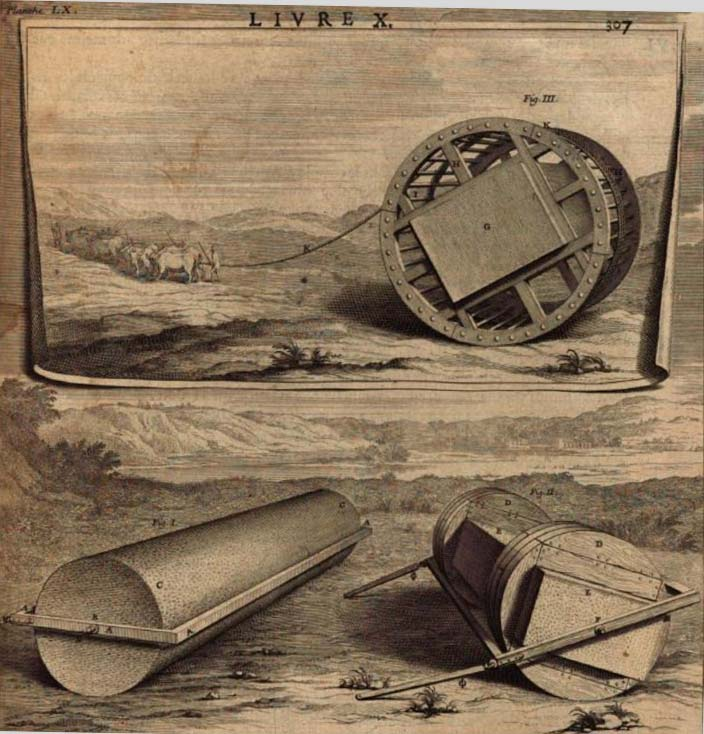
Système de roue pour le transport des colonnes et architraves par Chersiphron et Métagénès, à destination du Temple d'Artémis à Éphèse (Vitruve, Livre X. Chapitre II)

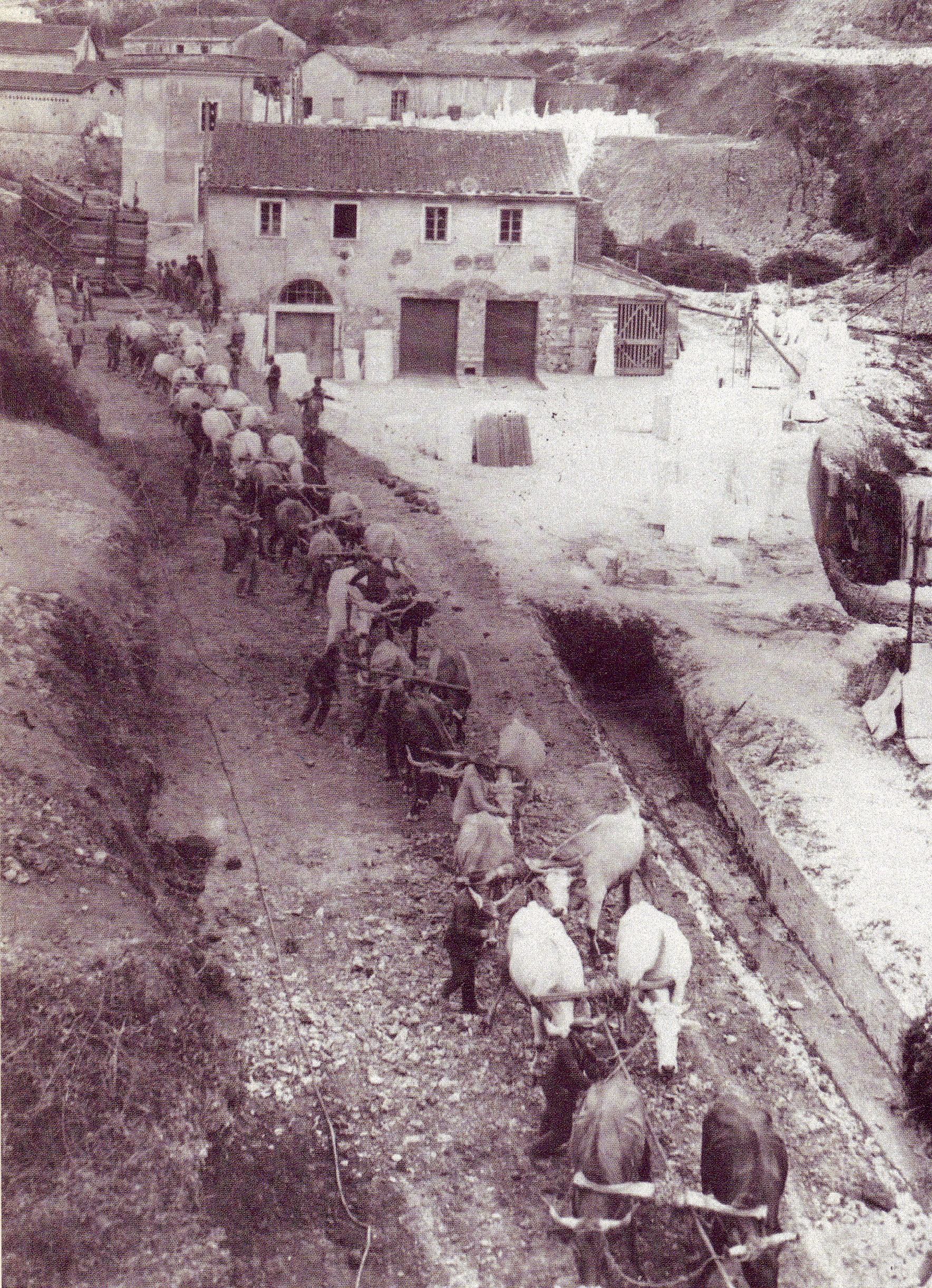
Le transport du monolithe Mussolini, 1932

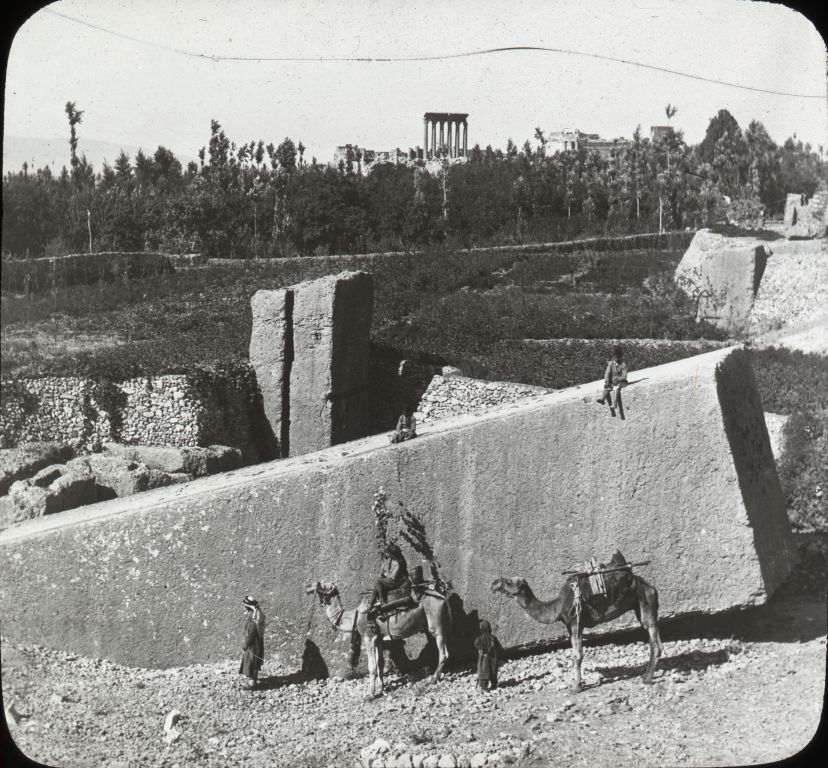
La pierre de la femme enceinte, environ 1000 tonnes, abandonnée sur le site renseigne sur les méthodes d'extraction et de transport

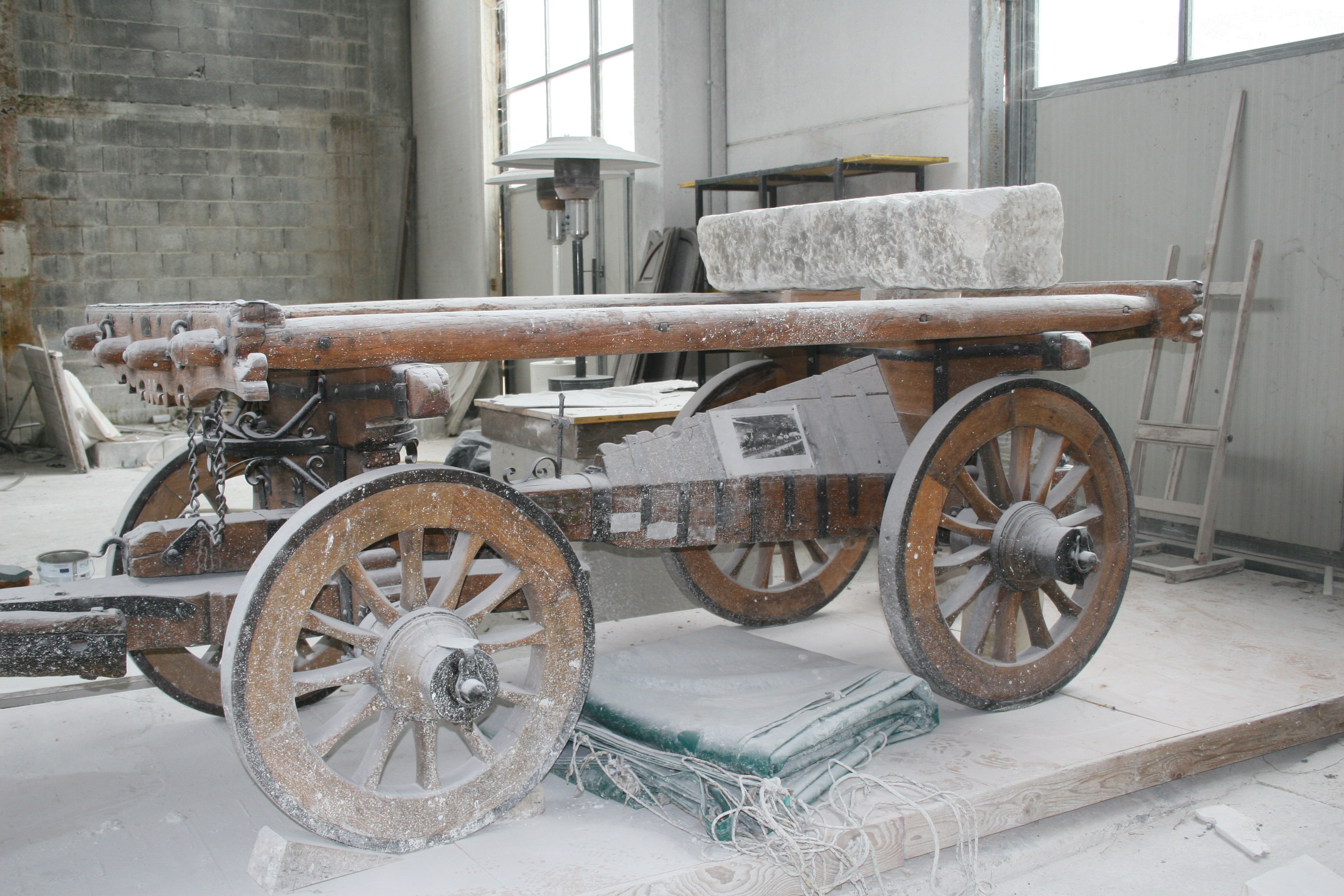
Charrettes à bœufs pour transporter des pierres à Carrare

L’Égypte a du déplacer la masse considérable de ses obélisques, comme la Grèce antique, les pierres gigantesques du Temple G de Sélinonte, comme la Rome antique, les mêmes obélisques, ou les pierres du Temple de Jupiter de Baalbek.
La plupart des monuments en grès de la Haute-Égypte, temples, palais, murs de quais et murs d'enceinte sont tributaires des carrières de grès du Gebel Silsileh. La proximité du fleuve à la fois sur l'une et l'autre rive, les facilités d'accostage offertes aux barques et surtout l'excellence de la pierre sont les motifs qui ont déterminé le choix de cette localité pour en faire le centre de la plus vaste exploitation de ce genre qui soit en Égypte.
La proximité entre le site d'extraction et les chantiers faisait partie du souci des constructeurs antiques. Les blocs de marbres étaient alors déplacés sur une voie descendante rectiligne correctement carrossée, sur de lourds traîneaux freinés par des câbles enroulés autour de forts goujons.
Les blocs étaient ensuite traînés par des bœufs, comme on a pu encore le voir en 1932 pour le monolithe Mussolini, un monument en marbre de Carrare, élevé en 1932 à l'entrée du Foro Italico, sur la Piazza Lauro de Bosis, le plus grand monolithe taillé au XXe siècle. Pesant environ 300 tonnes, il fut tiré par 36 paires de bœufs sur une distance de onze kilomètres, jusqu'au port de Marina di Carrara, où il fut acheminé par barge jusqu'à Rome.
Une inscription à Éleusis relate le transport en chariot à bœufs, vers -330, de tambours de colonnes depuis les carrières du Pentélique jusqu'au prostoon de Philon à Éleusis, dont chacun pesait environ 7,5 tonnes. Il se fit à flanc de montagne sur des traîneaux freinés par des câbles, et en plaine sur une distance de 35 km, sur une sorte de chariot de charpente robuste tiré par des bœufs.
. 
Au chapitre des transporteurs lourds, le Diolkos de Corinthe est un témoignage rare de chemin guidé dallé, grâce auquel des navires pouvaient traverser l'isthme de Corinthe par voie terrestre sur des charrois tirés par des bœufs.
Dans le monde méditerranéen antique, ânes, mulets et bœufs se partagent les tâches pénibles; le bœuf s'attelle aux plus lourdes. Le rôle de ce dernier est incomparable, mais encore trop méconnu, et sa compréhension faussée par la prédominance absolue du cheval dans l'iconographie du charroi léger. Le joug est l'élément le plus simple de captation de la force de l'animal tractionneur. Bien adapté à la conformation du bœuf, il n'a guère changé depuis l'Antiquité.
À la nécessité d'extraire les pierres pour les besoins du marché s'ajoute chez les romains un goût particulier pour l'exploit, qui s'exprime par l'extraction de pièces monumentales. Par exemple, les colonnes en granite du Panthéon (Ier siècle av. J.-C.) hautes de 12 m, pèsent 56 tonnes. Il en va de même pour le Temple de Vénus et de Rome (granite, 135-143) et la Basilique Ulpienne (granite et cipolin, 106-113). Les pierres sur le site romain de Baalbeck (La Pierre de la femme enceinte pèse 1 000 tonnes), étaient placées sur des rouleaux insérés au fur et à mesure de la taille et une fois découpées étaient tractées par de multiples palans solidement ancrés dans le sol.

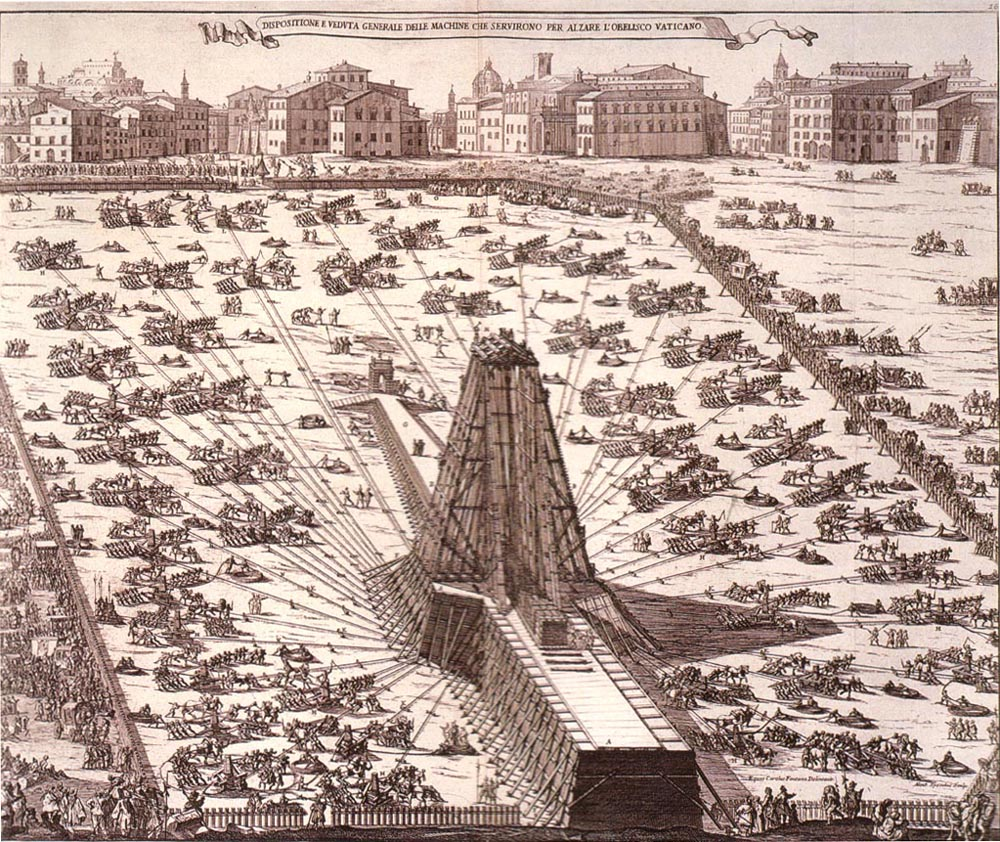
Place Saint-Pierre : réérection de l'obélisque en 1586.

Autre ouvrage largement documenté, en 1586, le déplacement de l'obélisque du Vatican par Domenico Fontana - un obélisque égyptien, transporté à Rome par Caligula pour orner la spina de son nouveau cirque du Vatican) - à la place qu'on lui connaît aujourd'hui sur la place Saint-Pierre. Avant que Sixte V ne s'y attelle, l'étendue de la tâche avait rebuté avant lui quatre papes. Il faut trente-sept jours pour lui faire franchir une distance qui prendrait quelques heures aux mécaniciens modernes. Cent soixante chevaux attelés à quarante cabestans, et neuf cents hommes marchant au son de la trompette et s'arrêtant à celui de la cloche, enlèvent l'immense bloc, et le laissent retomber sur son piédestal.

## Matériel moderne

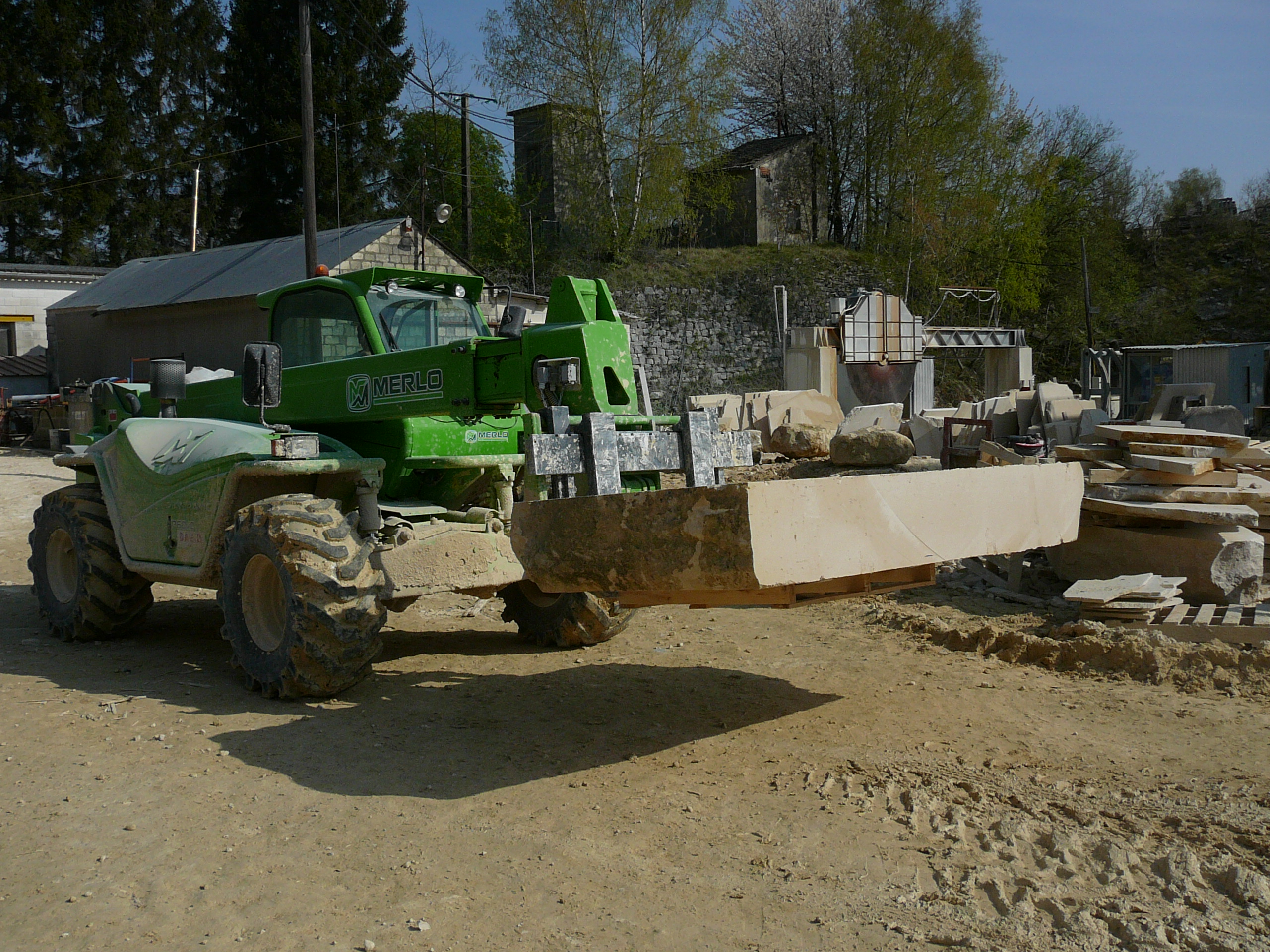
Bardage de blocs de calcaire à la carrière de Saint-Pierre-Aigle

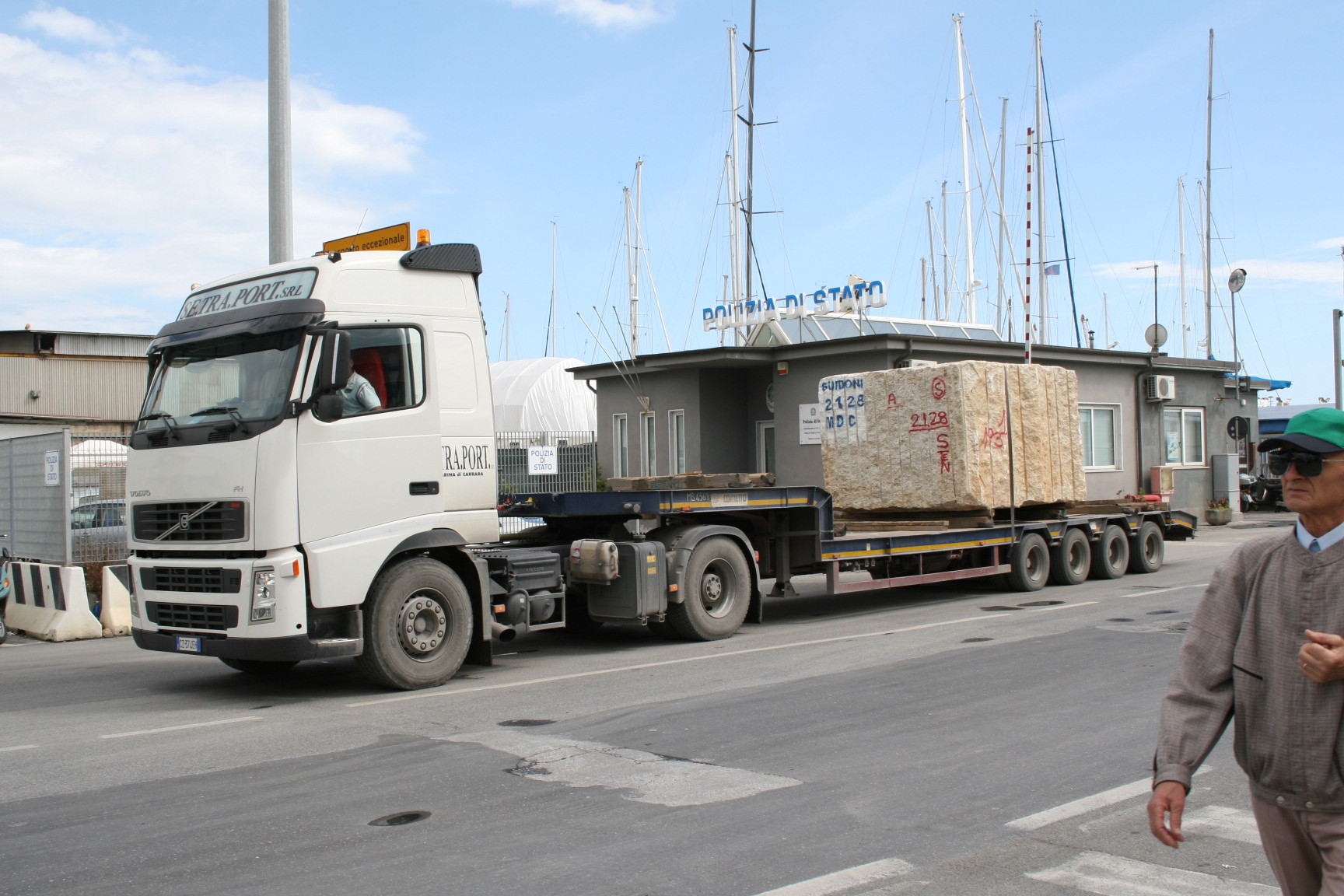
Poids lourd

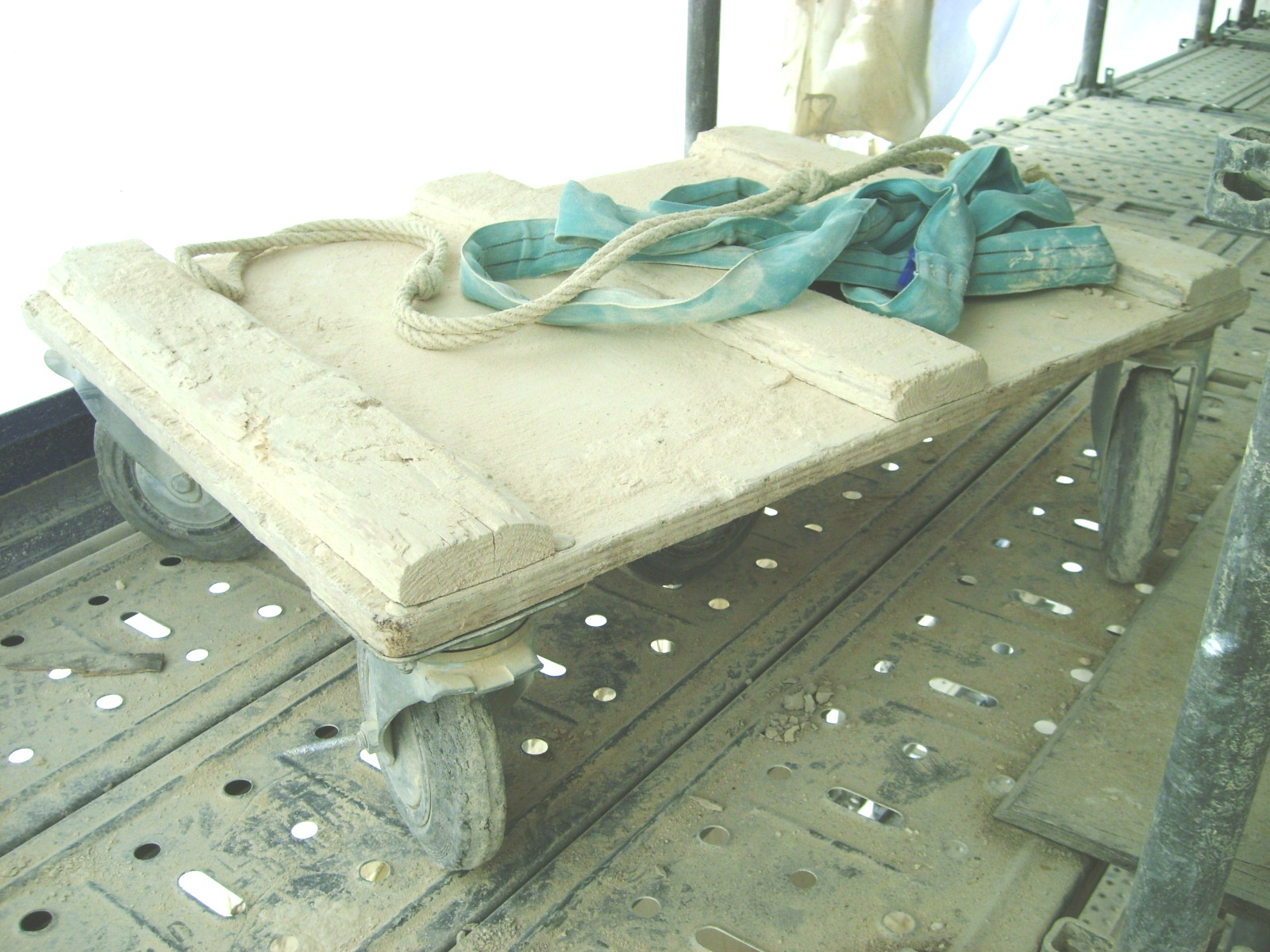
Chariot de tailleur de pierre sur lequel sont posées des élingues

Le bardage requiert généralement le matériel suivant :
- Le bard est un brancard ou une civière en bois utilisé par deux ouvriers
- Les bois : bastaing, madrier et cale
- Le câble métallique
- Le chariot est un plateau monté sur des roulettes
- La corde
- Le cric
- Le crochet
- Le diable
- Les élingues sont des lanières de levage
- Les manilles
- La louve est une pince articulée
- L'oiseau, matériel de portage à dos d'homme
- La poulie
- La palette permet le stockage des pierres et leur déplacement à l'aide d'un transpalette
- La pince de pose est une barre d'acier qui sert de levier pour soulever un bloc
- Les pinces Perdriel
- Le roule de bois est une barre ronde en bois servant à rouler les pierres
- Le seau

## Engins
- La chèvre
- Le chariot élévateur
- La grue
- Le palan manuel ou électrique
- Le pont roulant
- La roue appelée aussi cage à écureuil
- Le treuil manuel ou électrique

## Les véhicules
- La camionnette